# AN/SPS-29
AN/SPS-29 — американский корабельный двухкоординатный обзорный радар. Разработан для замены радара AN/SPS-28. Обладая сравнимой с AN/SPS-28 массой, значительно превосходил его по характеристикам, приближаясь по боевым возможностям к более тяжёлому радару AN/SPS-17.

## Конструкция
В отличие от большинства современных ему радаров, в которых генерирование высокочастотных колебаний осуществлялось магнетроном, AN/SPS-29 имел маломощный высокочастотный задающий генератор, сигнал которого подавался на ламповый усилитель мощности с жидкостным охлаждением. Выходная мощность составляла 750 кВт.
Радар мог работать на десяти кварцованных частотах в диапазоне 215,5—224,5 с интервалом 1 МГц между соседними частотами.
В постаменте антенны расположено двойное коаксиальное вращающееся сочленение питающего волновода с антенной и сельсин, передающий данные о текущем угле поворота антенны.
Все модификации радара, кроме AN/SPS-29D использовали аналогичную AN/SPS-28 антенну, состоявшую из 7×4 излучателей. Модификация AN/SPS-29D, использовавшаяся на катерах береговой охраны, имела простой уголковый излучатель, аналогичный одному элементу антенны AN/SPS-37A/43A.
Масса антенны с постаментом составляла 578 кг, масса подпалубного оборудования — 3950 кг.
Всего было произведено 89 комплектов радара.
Из-за внешнего сходства моряки называли антенну радара «пружинным матрацем» (англ. bedspring). Это название прижилось, антенны подобного типа в англоязычных текстах называются «матрацными антеннами» (англ. bedspring antenna, mattress antenna).